# Geodia basilea
Espèce
Geodia basilea est une espèce d'éponges de la famille des Geodiidae présente dans l'océan Indien près des côtes du Natal en Afrique du Sud.

## Systématique
L'espèce Geodia basilea a été décrite en 1964 par le zoologiste français Claude Lévi.

## Publication originale
- Claude Lévi, « Spongiaires des zones bathyale, abyssale et hadale », Galathea Report. Scientific Results of The Danish Deep-Sea Expedition Round the World, 1950-52, vol. 7,‎ 1964, p. 63-112.